# 1998 HQ151
1998 HQ151, também escrito como 1998 HQ151, é um objeto transnetuniano (TNO) que está localizado no cinturão de Kuiper, uma região do Sistema Solar. Este corpo celeste é classificado como um plutino, pois, o mesmo está em uma ressonância orbital de 2:3 com o planeta Netuno. Ele possui uma magnitude absoluta (H) de 8,8 e, tem um diâmetro estimado com cerca de 76 km.

## Descoberta
1998 HQ151 foi descoberto no dia 28 de abril de 1998 pelos astrônomos C. A. Trujillo, D. C. Tholen, D. J. Jewitt e J. X. Luu.

## Órbita
A órbita de 1998 HQ151 tem uma excentricidade de 0.283 e possui um semieixo maior de 39.282 UA. O seu periélio leva o mesmo a uma distância de 28.160 UA em relação ao Sol e seu afélio a 50.404.